# Grey's Anatomy (7.ª temporada)
A sétima temporada do drama médico americano Grey's Anatomy, começou a ser exibida nos Estados Unidos na American Broadcasting Company (ABC) em 23 de setembro de 2010, e terminou em 19 de maio de 2011 com 22 episódios. A temporada foi produzida pela ABC Studios, em associação com a produtora ShondaLand e The Mark Gordon Company, sendo Shonda Rhimes a showrunner do programa.
A temporada segue o resultado da sexta temporada, em que Derek Shepherd (Patrick Dempsey), Alex Karev (Justin Chambers) e Owen Hunt (Kevin McKidd) são baleados e um total de 11 pessoas morrem. Cristina Yang (Sandra Oh) foi a mais afetada pelo tiroteio, largando o emprego. Cristina e Owen mais tarde se casam, sendo a protagonista da série Meredith Grey (Ellen Pompeo), sua dama de honra. Meredith e Derek iniciam um teste de Alzheimer, com Meredith suspeitando que a esposa de Richard Webber (James Pickens Jr.), Adele (Loretta Devine), possa ter a doença. Arizona Robbins (Jessica Capshaw) parte para a África depois de receber uma concessão deixando Callie Torres (Sara Ramirez) desanimada. Ela dorme com Mark Sloan (Eric Dane) e fica grávida por acaso. Arizona retorna, confessando seu amor por Callie. Meredith bagunça o julgamento por causa de Adele apenas para que Alex descubra e conte para Hunt, levando Meredith a expulsá-lo de sua casa. Derek deixa Meredith com Zola. Lexie Grey (Chyler Leigh) decide dar uma segunda chance a Mark, mas depois inicia um relacionamento com Jackson Avery (Jesse Williams). Teddy Altman (Kim Raver) inicia um relacionamento com Andrew Perkins (James Tupper), um conselheiro de trauma, mas depois se apaixona por seu paciente, Henry Burton.
A temporada terminou com uma média de 11,41 milhões de espectadores e foi classificado em 31.º na audiência total e em 9.º entre o grupo demográfico de 18 a 49 anos. Loretta Devine ganhou o 63.º Emmy do Primetime como Melhor Atriz em Drama. A temporada também recebeu sete indicações no 37.º People's Choice Awards e também ganhou a categoria de Melhor Série de Drama no NAACP Image Awards.

## Enredo
Esta temporada começa pouco depois do final da sexta temporada, onde aconteceu o tiroteio no hospital, com os médicos tentando fazer com que suas vidas voltem ao normal. Cristina parece ser a mais afetada pelo tiroteio e ter operado Shepherd sob a mira de uma arma. Ela deixa o emprego, sentindo que não gosta mais de cirurgia, mas volta. No início da temporada, Cristina e Owen se casam, enquanto o relacionamento de Callie e Arizona se torna pior quando o Arizona vai para a África. Com Callie distraída após o rompimento, ela dorme com Mark. Ela descobre que está grávida pouco antes de Arizona voltar, confessando seu amor por Callie. A temporada também se concentra em Meredith e Derek iniciando um teste de Alzheimer, com Meredith suspeitando que Adele possa ter a doença. Richard originalmente resiste a aceitar isso, mas depois pede que Adele seja admitida em seu julgamento. A temporada apresenta o primeiro episódio musical estendido da série. Callie e Arizona estão em um acidente de carro que ameaça a vida de Callie e seu bebê. Os funcionários cantam, enquanto cuidam e operam em Callie, aumentando a emoção em torno dos eventos. Mark e Arizona são forçados a decidir o que fazer se houver uma opção entre salvar Callie ou o feto. Meredith descobre que Adele não vai receber o medicamento no teste clínico, mas troca os papéis para que ela possa. Alex descobre e conta a Hunt. No final da temporada, Cristina descobre que está grávida e decide não ter o bebê. Meredith expulsa Alex de sua casa. Derek deixa Meredith, questionando se ele pode ter um relacionamento com alguém que poderia agir assim no trabalho. Outra história central é sobre Lexie e Mark. Ela decidiu dar a ele outra chance, mas quando ele diz a ela que Callie está grávida de seu bebê, ela se cansa dele, e começa a ver Jackson.

## Elenco e personagens
| - Ellen Pompeo como Meredith Grey - Sandra Oh como Cristina Yang - Justin Chambers como Alex Karev - Chandra Wilson como Miranda Bailey - James Pickens, Jr. como Richard Webber - Sara Ramirez como Callie Torres - Eric Dane como Mark Sloan - Chyler Leigh como Lexie Grey - Kevin McKidd como Owen Hunt - Jessica Capshaw como Arizona Robbins - Kim Raver como Teddy Altman - Sarah Drew como April Kepner - Jesse Williams como Jackson Avery - Patrick Dempsey como Derek Shepherd | - James Tupper como o Dr. Andrew Perkins - Rachael Taylor como a Dr. Lucy Fields - Peter MacNicol como o Dr. Robert Stark - Scott Foley como Henry Burton - Daniel Sunjata como Eli - Loretta Devine como Adele Webber - Jeff Perry como Thatcher Grey - Nicole Cummins como a paramédica Nicole | - Kate Walsh como Addison Montgomery - Caterina Scorsone como Amelia Shepherd - Jason George como Ben Warren - Mark Saul como Steve Mastow - Mandy Moore como Mary Portman - Ryan Devlin como Bill Portman - Frances Conroy como Eleanor - Diane Farr como Laila - Amanda Foreman como Nora - Amber Benson como Corrine Henley - Jamie Chung como Trina - Adam Busch como Fred Wilson - Marina Sirtis como Sonya - Nancy Travis como Allison Baker - L. Scott Caldwell como Alison - Amber Stevens como Laurel Pinson - Laura Breckenridge como Julia - Doris Roberts como Gladys |

## Recepção
As avaliações da temporada foram favoráveis. Robert Bianco do USA Today fez uma resenha bastante positiva afirmando: "Felizmente, agora parece ter chegado a terra firme, com seu melhor conjunto e histórias mais envolventes em anos, a união de Meredith e Derek fortaleceu, fazendo deles mais maduros" e elogiou o desempenho de Sandra Oh: "Cristina, que respondeu na semana passada com um desempenho que qualquer um gosta de ver." A TV Addict também elogiou a temporada e escreveu: "a sétima temporada do drama médico da ABC foi boa." É "ótimo de novo"? Isso implicaria que foi ótimo antes, uma memória que eu gostaria de poder olhar com carinho, mas não consigo. Eu admito ter sido levado com os médicos do Seattle Grace em suas temporadas iniciais: eles tiveram química, deram algumas performances legais", elogiando o elenco maioritário, incluindo a "performance poderosa" de Oh. Jennifer Armstrong, da Entertainment Weekly, também elogiou a temporada: "A temporada não relegou os eventos do final a um golpe dramático; em vez disso, é revelado nas possibilidades de reconstruir a vida após a tragédia." Ela acrescentou: "É nas reverberações emocionais do tiroteio que o programa está se regenerando após as últimas temporadas duvidosas." Tom Gliatto, escrevendo ao People Weekly classificou a temporada como "satisfatória", "Grey's está no tempo suficiente agora que perdeu muito de seu chiado erótico, mas a sétima temporada satisfatoriamente estável é um modelo que continua a encaixar novos personagens muito bem." Renee Scolaro Rathke, do PopMatters, avaliando a estreia, fez uma crítica mista: "Infelizmente, os melhores trechos da estreia foram os flashbacks do final, embora o impacto tenha sido consideravelmente reduzido no contexto de uma história sem ação, cheia das costumeiras pontificações da série." Verne Gay, do Newsday, criticou bastante a temporada dizendo: "Infelizmente, eles optaram por respostas fáceis demais na maior parte do tempo."

## Episódios
| N.º na série | N.º na temp. | Título                               | Dirigido por        | Escrito por              | Exibição original       | Audiência (milhões) |
| --- | ------------ | ------------------------------------ | ------------------- | ------------------------ | ----------------------- | ------------------- |
| 127 | 1            | "With You I'm Born Again"            | Rob Corn            | Krista Vernoff           | 23 de setembro de 2010  | 14,32               |
| Um conselheiro de trauma, o Dr. Perkins, tenta ajudar a equipe do hospital na recuperação e avaliar a disponibilidade de cada médico para retornar ao trabalho. Cristina e Owen planejam seu casamento, enquanto Meredith não é aprovada para a cirurgia. Derek retorna rapidamente ao trabalho com adrenalina, mas se preocupa com Meredith quando ele acelera continuamente enquanto dirige. |              |                                      |                     |                          |                         |                     |
| 128 | 2            | "Shock to the System"                | Tom Verica          | William Harper           | 30 de setembro de 2010  | 12,53               |
| Meredith finalmente conta a Derek sobre seu aborto espontâneo e finalmente é liberada para retornar a seus deveres cirúrgicos após o massacre do hospital. Cristina fica com estresse pós-traumático no meio de uma operação; e Bailey se recusa a deixar Alex operar até que ele concorde em ter a bala no peito removida. Várias pessoas são admitidas no pronto-socorro depois de serem atingidas por um raio. |              |                                      |                     |                          |                         |                     |
| 129 | 3            | "Superfreak"                         | Michael Pressman    | Mark Wilding             | 7 de outubro de 2010    | 12,75               |
| A irmã de Derek, Amelia, aparece no hospital e as coisas dão errado entre os irmãos; o chefe tenta ajudar Alex com seu trauma de elevadores; Meredith e Derek tentam ajudar Cristina com seu estresse pós-traumático. |              |                                      |                     |                          |                         |                     |
| 130 | 4            | "Can't Fight Biology"                | Edward Ornelas      | Peter Nowalk             | 14 de outubro de 2010   | 12,11               |
| Meredith e Derek recebem algumas notícias perturbadoras, e Lexie perde quando Meredith e April se aproximam. Enquanto isso, um acidente de carro traz múltiplos traumas e Jackson tenta usar seus atributos físicos para chegar à frente na sala de cirurgia, enquanto a insegurança de Cristina leva para fora do hospital e em sua casa caçando com Owen. |              |                                      |                     |                          |                         |                     |
| 131 | 5            | "Almost Grown"                       | Chandra Wilson      | Brian Tanen              | 21 de outubro de 2010   | 10,97               |
| O chefe coloca os residentes no comando enquanto os cirurgiões participantes competem por uma doação de um milhão de dólares, e Callie tenta expulsar todo mundo. Derek diz ao chefe sobre seu desejo de iniciar um ensaio clínico para a doença de Alzheimer. |              |                                      |                     |                          |                         |                     |
| 132 | 6            | "These Arms of Mine"                 | Stephen Cragg       | Stacy McKee              | 28 de outubro de 2010   | 10,79               |
| Uma equipe de documentaristas visita o hospital seis meses após o tiroteio para documentar o processo de recuperação de médicos e pacientes. Mary Portman retorna ao hospital para que Bailey realize sua cirurgia. Enquanto isso, Derek e outros cirurgiões se preparam para fazer um transplante de braço duplo em um madeireiro que perdeu os braços em um acidente quatro anos antes. Alex trata uma jovem que está morrendo lentamente que nenhum outro médico foi capaz de curar até agora. Alex, no entanto, procura uma cura alternativa. Derek é capaz de operar e salvar o madeireiro. No final, Alex consegue encontrar um tratamento que envolve o crescimento de uma traqueia in vitro e salva a vida da menina. Depois que Arizona recebe uma concessão médica de elite com base em um projeto proposto na África, ela e Callie decidem ir juntas. Embora a cirurgia tenha corrido bem, Mary não acorda e Bailey fica arrasada. |              |                                      |                     |                          |                         |                     |
| 133 | 7            | "That's Me Trying"                   | Tony Phelan         | Austin Guzman            | 4 de novembro de 2010   | 11,92               |
| Cristina é deixada sozinha para assistir um paciente doente enquanto Teddy vai recuperar seu transplante de órgão. Owen coloca os residentes através de um rigoroso exercício de certificação de trauma. Mark e Lexie realizam uma cirurgia em uma mulher que quer implantes. Callie e Arizona se preparam para sua viagem à África, mas no aeroporto, Arizona diz que não quer que Callie vá, já que ela tem sido tão ambivalente. Callie termina o relacionamento. Bailey tenta lidar com o trauma de perder Mary. |              |                                      |                     |                          |                         |                     |
| 134 | 8            | "Something's Gotta Give"             | Jeannot Szwarc      | William Harper           | 11 de novembro de 2010  | 11,13               |
| Cristina tenta decorar sua casa para uma festa de inauguração, enquanto o hospital recebe um novo Atendente de Pediatria, o Dr. Robert Stark. Alex recebe uma surra verbal de Stark. Quando April defende Alex, isso faz com que eles fiquem íntimos. Sendo virgem, April pede a Alex para ir devagar, mas a conversa leva Alex a ficar agitado, uma vez que começa a lembrá-lo de sua experiência com mulheres anteriores. April começa a chorar na festa de inauguração da casa de Cristina. Quando Jackson fica sabendo do que aconteceu com April, ele começa a tirar Alex do sério. Enquanto isso, Derek aconselha Sloan e outros a não terem uma intervenção para Cristina. Falando de experiência, ele diz que não é uma boa ideia. Ninguém consegue encontrar Cristina em sua própria festa; ela está no terraço, bebendo e conversando com Derek sobre azulejos.                                                                     |              |                                      |                     |                          |                         |                     |
| 135 | 9            | "Slow Night, So Long"                | Rob Bailey          | Zoanne Clack             | 18 de novembro de 2010  | 11,46               |
| Os residentes ficam sozinhos quando precisam passar o turno da noite e percebem que as coisas acontecem de maneira muito diferente. Eles vão até o Joe's para celebrar a doação de Derek para seu teste clínico e ficam chocados quando veem que Christina começou a trabalhar como garçonete lá. |              |                                      |                     |                          |                         |                     |
| 136 | 10           | "Adrift and at Peace"                | Allison Liddi-Brown | Tony Phelan & Joan Rater | 2 de dezembro de 2010   | 11,02               |
| Derek leva Cristina para uma viagem de pesca para ajudá-la com seu problema. Teddy se vê atraída por um paciente que não tem mais seguro e acaba fazendo uma sugestão chocante. Lexie lida com uma enfermeira que se recusa a receber ordens dela e percebe que ela tem que pedir ajuda a Mark. Arizona volta, mas Callie fecha a porta na cara dela. |              |                                      |                     |                          |                         |                     |
| 137 | 11           | "Disarm"                             | Debbie Allen        | Krista Vernoff           | 6 de janeiro de 2011    | 11,64               |
| Os médicos do Seattle Grace-Mercy West têm que tratar as vítimas de um estudante em massa que está atirando em uma faculdade próxima, e são confrontados com suas próprias memórias de traumas. Como a maioria dos médicos trabalha para salvar as vítimas de tiros, Teddy descobre que ela está operando no atirador. Alguns funcionários deixam a sala de cirurgia, mas Christina fica e se acomoda. |              |                                      |                     |                          |                         |                     |
| 138 | 12           | "Start Me Up"                        | Mark Jackson        | Natalie Krinsky          | 13 de janeiro de 2011   | 12,15               |
| Todos os residentes são nomeados um estudante de medicina do dia, a quem eles deveriam ensinar. Como os estudantes de medicina avaliam seus professores, todos recebem avaliações negativas, exceto Alex. Ele tem uma aventura com a jovem que foi designada para ele. Teddy enfrenta dificuldades como ela tem que tomar decisões de mudança de vida para sua paciente, de quem ela é a esposa legal. Arizona tenta se reconciliar com Callie, mas ela se recusa, finalmente revelando que está grávida do filho de Mark. |              |                                      |                     |                          |                         |                     |
| 139 | 13           | "Don't Deceive Me (Please Don't Go)" | Kevin McKidd        | Mark Wilding             | 3 de fevereiro de 2011  | 11,18               |
| Derek inicia seu teste clínico de Alzheimer e relutantemente inclui Meredith como assistente. Bailey começa a tuitar durante suas cirurgias, um conceito que Webber se opõe. Ele aprova depois de ver o que uma valiosa ferramenta de ensino pode ser, e aceita sugestões de cirurgiões de fora de Seattle que estão monitorando a cirurgia. Mark diz a Lexie sobre a gravidez de Callie, resultando em sua recusa em continuar seu relacionamento. Callie é excessivamente ansiosa sobre a saúde do feto e luta com os papéis a serem desempenhados pelos três adultos. |              |                                      |                     |                          |                         |                     |
| 140 | 14           | "P.Y.T. (Pretty Young Thing)"        | Steve Robin         | Austin Guzman            | 10 de fevereiro de 2011 | 10,47               |
| Meredith e o pai de Lexie, Thatcher, são admitidos no hospital com pedras nos rins. Para o choque de Lexie, ele é acompanhado pela namorada de 20 anos, Danni. Alex entra em conflito com a nova funcionária do hospital, mas involuntariamente ganha seu respeito, permanecendo preocupado com um caso do qual ela o dispensou. Marque as tarefas de Avery para descobrir o que está incomodando Lexie, fazendo com que Avery encontre Lexie frustrada sobre as pessoas ao seu redor fazendo grandes mudanças na vida, como seu pai e Mark. Webber oferece a Meredith a chance de liderar um ensaio clínico para testar células cultivadas para o tratamento do diabetes, que sua mãe desenvolveu, mas ela decide continuar no teste de Alzheimer com Derek. |              |                                      |                     |                          |                         |                     |
| 141 | 15           | "Golden Hour"                        | Rob Corn            | Stacy McKee              | 17 de fevereiro de 2011 | 10,24               |
| Meredith dirige o pronto-socorro por uma noite e o tempo é mostrado como crítico. Enquanto isso, Bailey foge com Eli e entra em uma pequena travessura. Todos ficam surpresos quando a esposa do chefe, Adele, aparece como um dos pacientes da emergência. |              |                                      |                     |                          |                         |                     |
| 142 | 16           | "Not Responsible"                    | Debbie Allen        | Debora Cahn              | 24 de fevereiro de 2011 | 9,13                |
| Meredith deve escolher entre seus tratamentos de fertilidade e sua visão quando ela começa a ter problemas para enxergar e interrompe a medicação. Mark é enfático ao ser consultado sobre decisões sobre o bebê. April descobre que há mais no Dr. Stark do que aparece pela primeira vez. |              |                                      |                     |                          |                         |                     |
| 143 | 17           | "This Is How We Do It"               | Edward Ornelas      | Peter Nowalk             | 24 de março de 2011     | 10,28               |
| Richard está desesperado por Derek e Meredith aceitarem Adele no julgamento de Alzheimer, e ela é aceita. Enquanto isso, Mark e Arizona têm ideias conflitantes sobre o tipo de chá de bebê que Callie quer, Teddy está assustado quando Henry tem outra complicação de saúde, deixando os dois um pouco expostos. A competitividade entre os residentes para a posição de Residente-Chefe é amplificada quando Richard recebe a luz verde para seu teste clínico de diabetes. |              |                                      |                     |                          |                         |                     |
| 144 | 18           | "Song Beneath the Song"              | Tony Phelan         | Shonda Rhimes            | 31 de março de 2011     | 13,09               |
| Na primeira cena, a música que tem estado no coração do programa e amada pelos fãs é amplamente usada no Episódio 17, Grey's Anatomy: "The Music Event". Ao dirigir, Arizona propõe casamento a Callie. As duas são atingidas por um caminhão, e Callie sofre ferimentos que ameaçam a vida dela e a do feto. À medida que os funcionários do hospital trabalham juntos para tentar salvar as duas, indivíduos diferentes assumem a liderança cantando músicas como "Chasing Cars" (Snow Patrol), "How to Save a Life" (The Fray) e "The Story" (Brandi Carlile), aumentando a emotividade dos eventos. Kate Walsh faz uma aparição como Addison Montgomery. |              |                                      |                     |                          |                         |                     |
| 145 | 19           | "It's a Long Way Back"               | Steve Robin         | William Harper           | 28 de abril de 2011     | 10,67               |
| Todos se reúnem para ajudar Callie e a bebê Sofia em suas jornadas penosas para a recuperação, na esperança de permitir que mãe e bebê finalmente se encontrem. A morte repentina de um paciente de testes clínicos faz com que Derek continue com mais cautela, enquanto Meredith faz um movimento calculado e arriscado; Alex trata uma mulher velha e ranzinza, morrendo de câncer e tem uma ideia para um empreendimento grandioso que certamente lhe dará o lugar de residente-chefe; e Teddy fica agradavelmente surpreso com o retorno de um rosto familiar. |              |                                      |                     |                          |                         |                     |
| 146 | 20           | "White Wedding"                      | Chandra Wilson      | Stacy McKee              | 5 de maio de 2011       | 10,11               |
| Quando o casamento de Callie e Arizona se aproxima, o casal rapidamente percebe que o dia em que não está saindo como eles imaginaram. Enquanto isso, Alex continua a deixar os outros residentes com inveja, já que ele parece ser o principal concorrente para o chefe dos residentes. Enquanto o Dr. Andrew Perkins apresenta a Teddy uma proposta muito tentadora, Meredith e Derek tomam uma decisão que mudam suas vidas. |              |                                      |                     |                          |                         |                     |
| 147 | 21           | "I Will Survive"                     | Tom Verica          | Zoanne Clack             | 12 de maio de 2011      | 9,63                |
| Pressões pessoais e de trabalho estão aumentando e Meredith visivelmente no limite, Owen conduz entrevistas formais para a posição de Residente Chefe, Cristina cresce cada vez mais desafiadora, o relacionamento indefinido de Alex e Lucy é testado, e Jackson de repente recua fora do julgamento de diabetes do Webber. |              |                                      |                     |                          |                         |                     |
| 148 | 22           | "Unaccompanied Minor"                | Rob Corn            | Debora Cahn              | 19 de maio de 2011      | 9,89                |
| A notícia da desonestidade de Meredith no ensaio clínico vem à tona, levando a consequências imprevistas para ela e para os outros. Cristina se encontra em uma situação comprometedora, que a força a decidir entre sua carreira e seu relacionamento. Enquanto isso, Owen publica sua decisão de residente-chefe e Teddy faz uma escolha surpreendente em relação à sua vida amorosa e seu futuro. |              |                                      |                     |                          |                         |                     |

## Audiência

### Ao vivo
| № na série | № na temporada | Episódio                             | Exibição                | Horário              | Rating/Share (18–49) | Audiência (em milhões) | Classificação 18–49 | Classificação de audiência |
| ---------- | -------------- | ------------------------------------ | ----------------------- | -------------------- | -------------------- | ---------------------- | ------------------- | -------------------------- |
| 127        | 1              | "With You I'm Born Again"            | 23 de setembro de 2010  | Quintas-feiras 21:00 | 5.4/14               | 14.32                  | 3                   | 10                         |
| 128        | 2              | "Shock to the System"                | 30 de setembro de 2010  | Quintas-feiras 21:00 | 4.6/12               | 12.53                  | 8                   | 17                         |
| 129        | 3              | "Superfreak"                         | 7 de outubro de 2010    | Quintas-feiras 21:00 | 4.6/13               | 12.75                  | 4                   | 11                         |
| 130        | 4              | "Can't Fight Biology"                | 14 de outubro de 2010   | Quintas-feiras 21:00 | 4.6/12               | 12.11                  | 5                   | 16                         |
| 131        | 5              | "Almost Grown"                       | 21 de outubro de 2010   | Quintas-feiras 21:00 | 4.0/11               | 10.97                  | 8                   | 23                         |
| 132        | 6              | "These Arms of Mine"                 | 28 de outubro de 2010   | Quintas-feiras 21:00 | 3.9/10               | 10.79                  | 15                  | —                          |
| 133        | 7              | "That's Me Trying"                   | 4 de novembro de 2010   | Quintas-feiras 21:00 | 4.3/12               | 11.92                  | 6                   | 15                         |
| 134        | 8              | "Something's Gotta Give"             | 11 de novembro de 2010  | Quintas-feiras 21:00 | 4.0/11               | 11.13                  | 11                  | 20                         |
| 135        | 9              | "Slow Night, So Long"                | 18 de novembro de 2010  | Quintas-feiras 21:00 | 4.3/11               | 11.46                  | 8                   | 21                         |
| 136        | 10             | "Adrift and at Peace"                | 2 de dezembro de 2010   | Quintas-feiras 21:00 | 4.0/10               | 11.02                  | 6                   | 14                         |
| 137        | 11             | "Disarm"                             | 6 de janeiro de 2011    | Quintas-feiras 21:00 | 4.2/11               | 11.64                  | 11                  | 16                         |
| 138        | 12             | "Start Me Up"                        | 13 de janeiro de 2011   | Quintas-feiras 21:00 | 4.3/12               | 12.15                  | 6                   | 10                         |
| 139        | 13             | "Don't Deceive Me (Please Don't Go)" | 3 de fevereiro de 2011  | Quintas-feiras 21:00 | 4.3/11               | 11.18                  | 8                   | 14                         |
| 140        | 14             | "P.Y.T. (Pretty Young Thing)"        | 10 de fevereiro de 2011 | Quintas-feiras 21:00 | 3.9/10               | 10.47                  | 10                  | 20                         |
| 141        | 15             | "Golden Hour"                        | 17 de fevereiro de 2011 | Quintas-feiras 21:00 | 3.7/10               | 10.24                  | 7                   | 23                         |
| 142        | 16             | "Not Responsible"                    | 24 de fevereiro de 2011 | Quintas-feiras 21:00 | 3.4/9                | 9.13                   | 13                  | —                          |
| 143        | 17             | "This Is How We Do It"               | 24 de março de 2011     | Quintas-feiras 21:00 | 3.7/10               | 10.28                  | 7                   | 17                         |
| 144        | 18             | "Song Beneath the Song"              | 31 de março de 2011     | Quintas-feiras 21:00 | 4.9/13               | 13.09                  | 5                   | 10                         |
| 145        | 19             | "It's a Long Way Back"               | 28 de abril de 2011     | Quintas-feiras 21:00 | 3.7/9                | 10.67                  | 6                   | 15                         |
| 146        | 20             | "White Wedding"                      | 5 de maio de 2011       | Quintas-feiras 21:00 | 3.5/10               | 10.11                  | 8                   | 19                         |
| 147        | 21             | "I Will Survive"                     | 12 de maio de 2011      | Quintas-feiras 21:00 | 3.2/9                | 9.63                   | 14                  | 25                         |
| 148        | 22             | "Unaccompanied Minor"                | 19 de maio de 2011      | Quintas-feiras 21:00 | 3.6/9                | 9.89                   | 10                  | 20                         |

### Audiência em DVR
| № na série | № na temporada | Episódio                             | Exibição                | Horário              | Aumento de classificação 18–49 | Aumento da audiência (em milhões) | Total 18-49 | Audiência total (millions) | Ref    |
| ---------- | -------------- | ------------------------------------ | ----------------------- | -------------------- | ------------------------------ | --------------------------------- | ----------- | -------------------------- | ------ |
| 127        | 1              | "With You I'm Born Again"            | 23 de setembro de 2010  | Quintas-feiras 21:00 | 1.4                            | 2.95                              | 6.8         | 17.32                      | [ 52 ] |
| 128        | 2              | "Shock to the System"                | 30 de setembro de 2010  | Quintas-feiras 21:00 | 1.5                            | 3.08                              | 6.1         | 15.64                      | [ 53 ] |
| 129        | 3              | "Superfreak"                         | 7 de outubro de 2010    | Quintas-feiras 21:00 | 1.4                            | 2.87                              | 6.0         | 15.69                      | [ 54 ] |
| 130        | 4              | "Can't Fight Biology"                | 14 de outubro de 2010   | Quintas-feiras 21:00 | 1.5                            | 2.94                              | 6.1         | 15.10                      | [ 55 ] |
| 131        | 5              | "Almost Grown"                       | 21 de outubro de 2010   | Quintas-feiras 21:00 | 1.5                            | 3.02                              | 5.5         | 14.02                      | [ 56 ] |
| 132        | 6              | "These Arms of Mine"                 | 28 de outubro de 2010   | Quintas-feiras 21:00 | 1.4                            | 3.03                              | 5.3         | 13.83                      | [ 57 ] |
| 133        | 7              | "That's Me Trying"                   | 4 de novembro de 2010   | Quintas-feiras 21:00 | 1.3                            | 2.67                              | 5.7         | 14.61                      | [ 58 ] |
| 134        | 8              | "Something's Gotta Give"             | 11 de novembro de 2010  | Quintas-feiras 21:00 | 1.5                            | 3.02                              | 5.5         | 14.16                      | [ 59 ] |
| 135        | 9              | "Slow Night, So Long"                | 18 de novembro de 2010  | Quintas-feiras 21:00 | 1.5                            | 2.94                              | 5.8         | 14.43                      | [ 60 ] |
| 136        | 10             | "Adrift and at Peace"                | 2 de dezembro de 2010   | Quintas-feiras 21:00 | 1.4                            | 2.79                              | 5.3         | 13.82                      | [ 61 ] |
| 137        | 11             | "Disarm"                             | 6 de janeiro de 2011    | Quintas-feiras 21:00 | 1.3                            | 2.85                              | 5.5         | 14.51                      | [ 62 ] |
| 138        | 12             | "Start Me Up"                        | 13 de janeiro de 2011   | Quintas-feiras 21:00 | 1.5                            | 2.81                              | 5.8         | 14.96                      | [ 63 ] |
| 139        | 13             | "Don't Deceive Me (Please Don't Go)" | 3 de fevereiro de 2011  | Quintas-feiras 21:00 | 1.4                            | 2.86                              | 5.7         | 14.06                      | [ 64 ] |
| 140        | 14             | "P.Y.T. (Pretty Young Thing)"        | 10 de fevereiro de 2011 | Quintas-feiras 21:00 | 1.4                            | 2.88                              | 5.3         | 13.36                      | [ 65 ] |
| 141        | 15             | "Golden Hour"                        | 17 de fevereiro de 2011 | Quintas-feiras 21:00 | 1.5                            | 2.85                              | 5.2         | 13.09                      | [ 66 ] |
| 142        | 16             | "Not Responsible"                    | 24 de fevereiro de 2011 | Quintas-feiras 21:00 | 1.4                            | 2.87                              | 4.8         | 12.02                      | [ 67 ] |
| 143        | 17             | "This Is How We Do It"               | 24 de março de 2011     | Quintas-feiras 21:00 | 1.5                            | 2.96                              | 5.2         | 13.26                      | [ 68 ] |
| 144        | 18             | "Song Beneath the Song"              | 31 de março de 2011     | Quintas-feiras 21:00 | 1.4                            | 2.91                              | 6.3         | 16.00                      | [ 69 ] |
| 145        | 19             | "It's a Long Way Back"               | 28 de abril de 2011     | Quintas-feiras 21:00 | 1.4                            | 2.92                              | 5.1         | 13.58                      | [ 70 ] |
| 146        | 20             | "White Wedding"                      | 5 de maio de 2011       | Quintas-feiras 21:00 | 1.6                            | 3.14                              | 5.1         | 13.25                      | [ 71 ] |
| 147        | 21             | "I Will Survive"                     | 12 de maio de 2011      | Quintas-feiras 21:00 | 1.4                            | 2.78                              | 4.6         | 12.41                      | [ 72 ] |
| 148        | 22             | "Unaccompanied Minor"                | 19 de maio de 2011      | Quintas-feiras 21:00 | 1.3                            | 2.94                              | 4.9         | 12.81                      | [ 73 ] |

## Lançamento em DVD
| Grey's Anatomy: The Complete Seventh Season - More Heartbeats |                        |                        | | | | | | |
| Capa do DVD                                                   | Capa do DVD            | Capa do DVD            | Detalhes do conjunto | Detalhes do conjunto | Detalhes do conjunto | Características especiais | Características especiais | Características especiais |
|                                                               |                        |                        | - 22 episódios (1 prolongado) - Song Beneath the Song - 6 discos - Inglês (Dolby Digital 5.1 Surround) - Comentários em áudio | - 22 episódios (1 prolongado) - Song Beneath the Song - 6 discos - Inglês (Dolby Digital 5.1 Surround) - Comentários em áudio | - 22 episódios (1 prolongado) - Song Beneath the Song - 6 discos - Inglês (Dolby Digital 5.1 Surround) - Comentários em áudio | - Dissecando Grey's Anatomy - Cenas Não Transmitidas - Ponto a Ponto: Cenas Deletadas da Sétima Temporada - O Evento Musical: Por Trás das Câmeras - Seattle Grace: Message of Hope - 6 Episódios | - Dissecando Grey's Anatomy - Cenas Não Transmitidas - Ponto a Ponto: Cenas Deletadas da Sétima Temporada - O Evento Musical: Por Trás das Câmeras - Seattle Grace: Message of Hope - 6 Episódios | - Dissecando Grey's Anatomy - Cenas Não Transmitidas - Ponto a Ponto: Cenas Deletadas da Sétima Temporada - O Evento Musical: Por Trás das Câmeras - Seattle Grace: Message of Hope - 6 Episódios |
| Datas de lançamento                                           |                        |                        | | | | | | |
| Região 1                                                      | Região 1               | Região 1               | Região 2 | Região 2 | Região 2 | Região 4 | Região 4 | Região 4 |
| 13 de setembro de 2011                                        | 13 de setembro de 2011 | 13 de setembro de 2011 | 28 de maio de 2012 | 28 de maio de 2012 | 28 de maio de 2012 | 2 de novembro de 2011 | 2 de novembro de 2011 | 2 de novembro de 2011 |